# 波尼湾
波尼湾（印尼语：Teluk Boni或Teluk Bone）是印度尼西亚苏拉威西岛南部的海湾，位于南半岛和东南半岛之间。海湾开口向南，以南是弗洛勒斯海。

## 范围
国际海道测量组织（IHO）定义波尼湾是东印度群岛（East Indian Archipelago）的一部分，定义的波尼湾水域范围为：从西里伯斯（苏拉威西岛）的Lassa到卡巴那岛的北顶点（5°05′S 121°52′E / 5.083°S 121.867°E），然后从此经线到西里伯斯海岸。

## 资料来源

### 引用
1. ↑  IHO (1953)，§48.
2. ↑  IHO (1953)，§48 (k).